# Зомбі 2
«Зомбі 2» — італійський фільм жахів 1979 року режисера  Лючіо Фульчі. Прем'єра фільму відбувся 25 серпня 1979 року. Назва фільму Зомбі 2, під яким він вийшов в Італії, було дано фільму після виходу в прокат фільму « Світанок мерців», прокатом в Італії займався Даріо Ардженто, який дав фільму назву «Зомбі». В результаті цього, щоб не виникло плутанини між фільмами з однаковими назвами, Лючіо Фульчі назвав свій фільм «Зомбі 2». Але пізніше фільм все-таки вийшов в США під початковим назвою — «Зомбі».

## Сюжет
До берегів Нью-Йорка припливла порожня яхта. При обстеженні її поліцейськими на них нападає зомбі, який виліз з трюму. Згодом з'ясувалося що яхта належить доктору Боулз. Найтаємнішою подією зацікавилися дочка доктора Ганна і журналіст Пітер Уест. На яхті вони виявляють лист доктора, в якому йдеться про острів в  Карибському морі, де працює один доктора доктор Менард. Тоді Ганна і Пітер вирішують потрапити на цей острів найнявши яхту у людини на ім'я Брайан. У цей час на самому острові ходять мерці і вбивають людей. Доктор Девід Менард, у свою чергу, лікує місцеве населення і попутно вивчає феномен живих мерців. Місцеві жителі вважають це проявом магії вуду, а доктор схиляється до прояву дії невідомого вірусу. Анна і Пітер, прибувши на острів, знаходять Менарда і дізнаються про те, що доктор Боулз став таким же зомбі. Далі приїхавши спрямовуються на пошуки зниклої дружини Менарда Паоли і вступають в бій з натовпами ходячих трупів.

## У ролях
- Тиса Ферроу — дочка доктора Боулза Анна
- Йен Маккаллок — журналіст Пітер Уест
- Аль Клівер — Брайан
- Річард Джонсон — доктор Девід Менард
- Ольга Карлатос — дружина доктора Менарда Паола

## Підготовка, написання сценарію і пошуки режисера
Влітку 1978 року продюсер Джанфранко Коюмджіан захоплювався популярними в той час в Італії коміксами про Текса Віллера, він зателефонував сценаристу Дардано Саччеті з проханням-пропозицією написати сценарій про Текса у вигляді вестерну за участю зомбі. Дардано працювати відмовилася і запропонувала замість цього написати сценарій пригодницького фільму за участю зомбі. Джанфранко відгукнувся і попросив написати treatment (невеликий сценарій, який окреслює основу сюжету) на 15-20 сторінок. Але сценарій Джанфранко не сподобався, і тоді він вирішив показати його іншому продюсеру Фабріціо Де Ангеліса, але і йому ідея не сподобалася. Здавалося treatment так і не втілиться в повноцінний сценарій, але через два місяці Джанфранко подзвонив Дардано і попросив написати повноцінний сценарій на увазі зацікавленості treatment'ом продюсером Уго Туччі. Уго знайшов гроші в розмірі 400 000 доларів, після цього почалися пошуки режисера.
Спочатку режисерське крісло фільму було запропоновано Енцо Кастелларі, але той відмовився від фільму зважаючи на його жанру. Енцо порадив зателефонувати на цей рахунок своєму другові Лючіо Фульчі, який, у свою чергу, до цього не знімав фільмів жахів, за винятком трилерів-джалло. Фульчи потребував грошей і погодився (до цього від нього пішла дружина забравши будинок режисера і більшу частину грошей). Фульчи погодився на гонорар у розмірі 6000000  лір (Енцо ж погоджувався на 40000000).

## Зйомки фільму
Після затвердження режисером Лючіо Фульчі, останній відправився на зйомки фільму, які проходили в Нью-Йорке і Санто-Домінго. Велика частина сцен знімалася в  Домініканській Республіці, а в Нью-Йорку зйомки проводилися без дозволу. Таким чином поліцейських, яких можна бачити на початку фільму, зіграли справжні поліцейські — їх для зйомок покликали продюсери для того, щоб заощадити на поліцейській формі. У фільму був відсутній Pre-production період, і багато сцен і прийоми доводилося придумувати по ходу зйомок. Фульчи твердо тримався сценарію (чого він, потім, не робив, часто перекраівая сценарії повністю). Ще до кінця зйомок фільму продюсери продали його за 1,5 мільйона доларів, отримавши чистим прибутком 500000.
Грим і спеціальні ефекти фільму створив Джіанетті де Россі.
Бюджет фільму був складний з грошей, наданих трьома незалежними кіновиробниками.
Через брак грошей у фінальній сцені, коли зомбі проходили по мосту над автострадою, в кадрі були задіяні всі вільні від роботи члени його знімальної групи. Деякі статисти в ролі зомбі знімалися зі спини через те, що на них не було гриму. Деякі сцени фільму знімалися прихованою камерою для того щоб не платити гроші за її використання. Фінальні сцени фільму знімалися майже одночасно з його прологом. Ці зйомки проходили в США.

## Інші назви фільму
- «Острів пожирачів плоті» / Island of the Flesh-Eaters
- «Острів живих мерців» / Island of the Living Dead
- «Зомбі 2: Мертві серед нас» / Zombie 2: The Dead Are Among Us
- «Зомбі — пожирачі плоті» / Zombie Flesh-Eaters, Велика Британія